# 2015年香港立法會政改表決事件

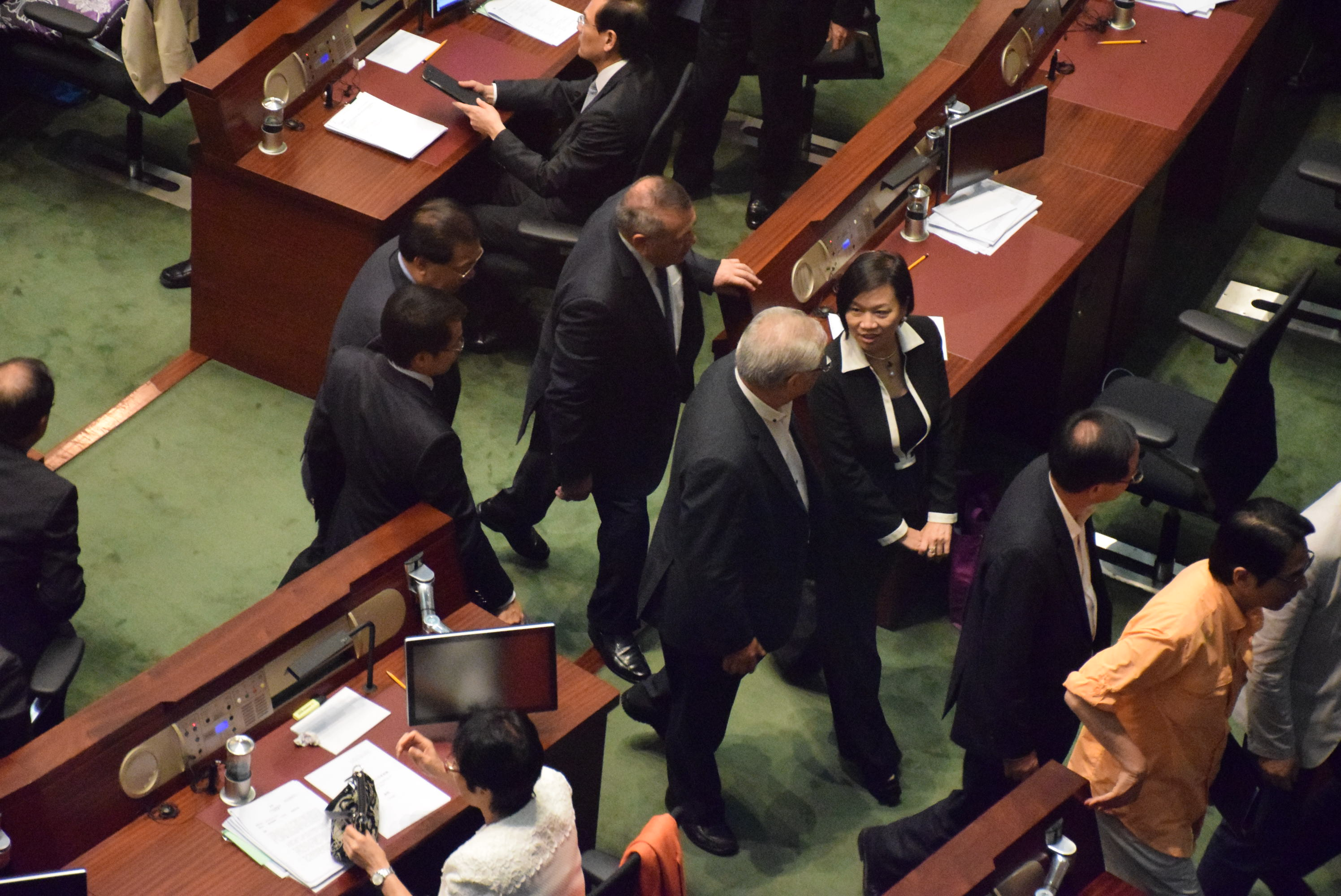
大批建制派立法會議員在表決前突然離席，意圖製造流會但失敗。

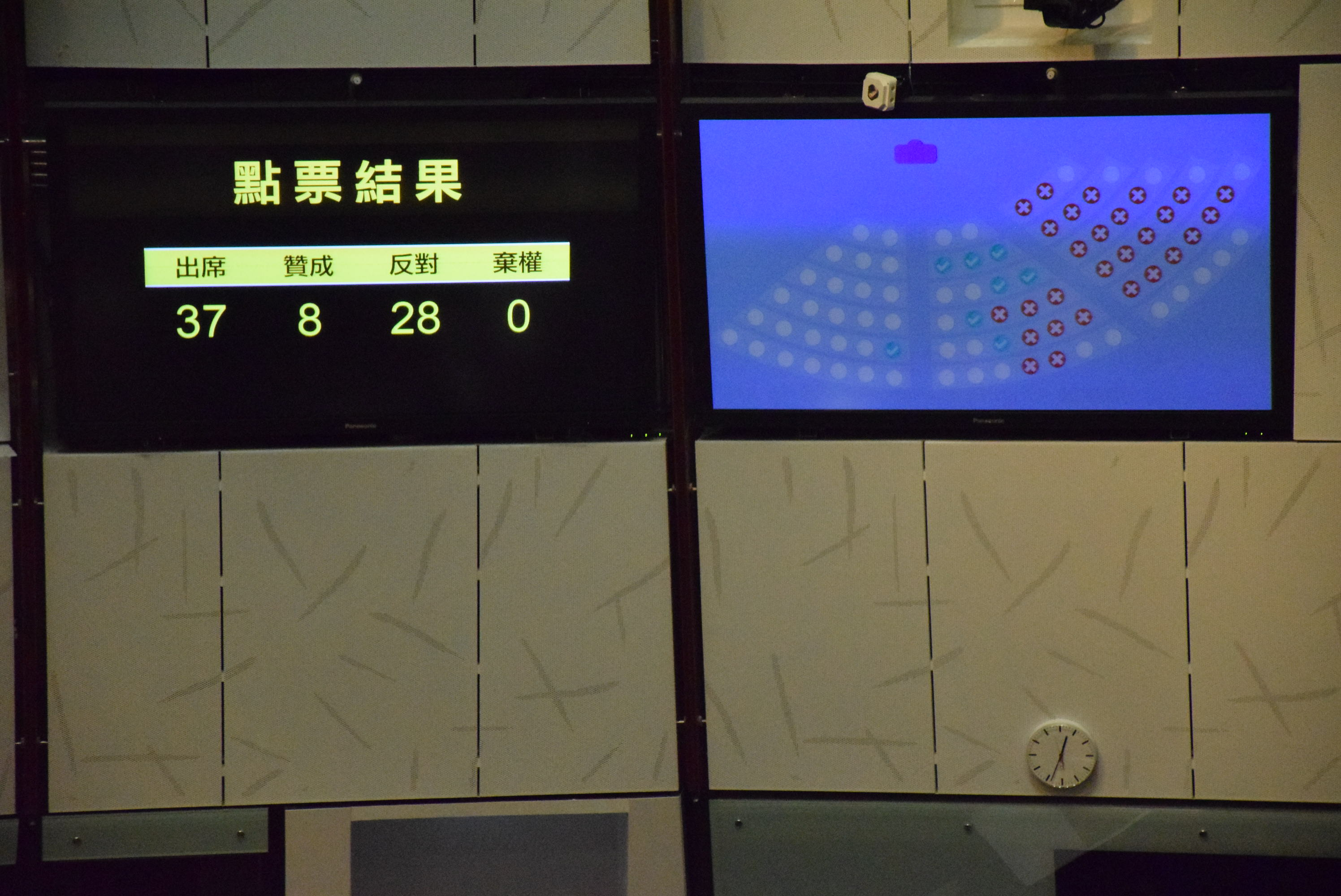
議案最終以8票贊成、28票反對被否決。27位民主派議員及醫學界梁家騮投下反對票。

2015年香港立法會政改表決事件，是香港立法會於2015年6月18日表決《行政長官產生辦法決議案》期間，大批建制派議員突然離開會議廳，以致議案以8票支持、28票反對，遭大比數否決的事件。

## 事件經過

### 表决前
香港立法會於6月17日下午1時20分左右開始審議政改方案，並於晚上約7時50分休會，6月18日早上9時續會。立法會主席曾鈺成會後指6小時會議期間已有25位議員發言，16名泛民議員全部表明否決。但仍有44位議員尚未發言。
立法會場外有數千名支持與反對政改陣營人士集會，撐政改陣營更揚言動員萬人到場，部份人更身穿印有穿着印上1至200的數字T恤，似有人組織而來。記者上前問他們到場目的，有人以普通話回應「來支持政府」。其後這班穿數字T恤的人群，被頭戴73字樣鴨舌帽人群取代。支持者大播政改廣告與《歌唱祖國》等紅歌，又播《獅子山下》。有人揮舞五星紅旗，重複要求全體議員讓政制「向前走」。有人認出負責指點部隊的男子，曾於年前黑幫新義安元老林景出殯時，在殯儀館打點，招呼來賓。而法政匯思聯同11個專業界別團體手持早前收集的7000多封市民信件，呼籲泛民議員否決假普選方案。
兩大陣營支持者隔住鐵馬對峙，雙方曾爆發零星衝突，互相擲標語、吐口水，場面混亂，場面一度緊張，要現場警員分隔。

### 表决

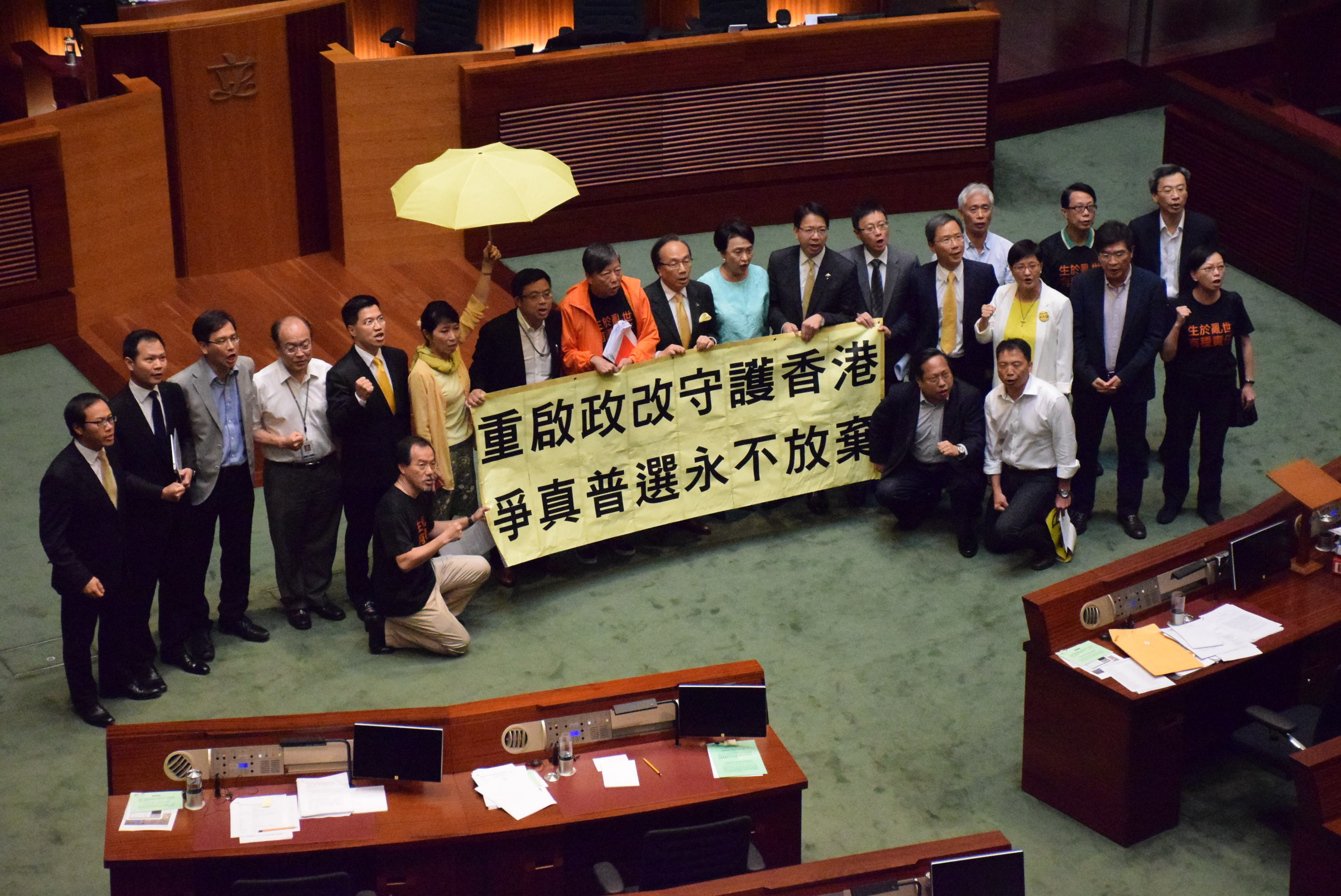
民主派議員在政改方案被否決後，到會議廳內主席台前展示標語，象徵性表達繼續爭取真普選的決心。

6月18日立法會第二天審議政改方案，到中午約12時已經沒有議員要求發言，待有關三位官員逐一總結後，主席曾鈺成再三詢問有沒有議員仍需發言。當時建制派有廿多人未發言，包括譚耀宗、葉國謙及田北辰，他們在席，但沒作聲。政改方案隨即交由全體立法會議員投票表決。然而表決鐘響至最後一分鐘時，曾經在官員總結時離開的建制派議員林健鋒突要求休會十五分鐘，但由於主席已宣布進入表決程序，故不能暫停會議。當開始表決時，在葉國謙帶頭下，大批建制派議員突然離開會議廳，只剩下9名建制派議員，包括自由黨5位議員、林大輝、陳健波、工聯會陳婉嫻、勞聯潘兆平。陳婉嫻在建制派議員離開時展現出驚訝的表情。何秀蘭要求點算人數，但遭其他泛民主派議員喝止。最終政改方案只有37人參與表決，並在8人贊成（潘兆平在場但沒有投票）、28人反對，曾鈺成本人依惯例沒有投票的情況下被大比數否決。當時立法會共有70名議員，此政改方案須獲2/3議員支持方可通過。
| 地方選區/功能界別 | 選區                         | 姓名     | 政治聯繫 | 政治聯繫          | 投票     |
| --- | ---------------------------- | -------- | -------- | ----------------- | -------- |
| 地方選區 | 香港島                       | 曾鈺成   |          | 民建聯            | 出席 [a] |
| 功能界別 | 區議會（第二）               | 何俊仁   |          | 民主黨            | 反對     |
| 地方選區 | 新界西                       | 李卓人   |          | 工黨／職工盟      | 反對     |
| 功能界別 | 區議會（第二）               | 涂謹申   |          | 民主黨            | 反對     |
| 地方選區 | 九龍西                       | 陳鑑林   |          | 民建聯            | 缺席     |
| 地方選區 | 新界西                       | 梁耀忠   |          | 街工              | 反對     |
| 功能界別 | 鄉議局                       | 劉皇發   |          | 經民聯／經濟動力  | 缺席     |
| 地方選區 | 新界東                       | 劉慧卿   |          | 民主黨            | 反對     |
| 地方選區 | 新界西                       | 譚耀宗   |          | 民建聯            | 缺席     |
| 功能界別 | 地產及建造界                 | 石禮謙   |          | 經民聯            | 缺席     |
| 功能界別 | 飲食界                       | 張宇人   |          | 自由黨            | 贊成     |
| 功能界別 | 區議會（第二）               | 馮檢基   |          | 民協              | 反對     |
| 功能界別 | 批發及零售界                 | 方剛     |          | 自由黨            | 贊成     |
| 地方選區 | 新界西                       | 王國興   |          | 工聯會            | 缺席     |
| 功能界別 | 衛生服務界                   | 李國麟   |          | 无党籍            | 反對     |
| 功能界別 | 商界（第一）                 | 林健鋒   |          | 經民聯／經濟動力  | 缺席     |
| 功能界別 | 工業界（第一）               | 梁君彥   |          | 經民聯／經濟動力  | 缺席     |
| 功能界別 | 進出口界                     | 黃定光   |          | 民建聯            | 缺席     |
| 地方選區 | 新界東                       | 湯家驊   |          | 公民黨            | 反對     |
| 地方選區 | 香港島                       | 何秀蘭   |          | 工黨／公民起動    | 反對     |
| 功能界別 | 區議會（第二）               | 李慧琼   |          | 民建聯            | 缺席     |
| 功能界別 | 工業界（第二）               | 林大輝   |          | 无党籍            | 贊成     |
| 地方選區 | 新界東                       | 陳克勤   |          | 民建聯            | 缺席     |
| 功能界別 | 保險界                       | 陳健波   |          | 无党籍            | 贊成     |
| 地方選區 | 九龍西                       | 梁美芬   |          | 經民聯/西九新動力 | 缺席     |
| 功能界別 | 醫學界                       | 梁家騮   |          | 无党籍            | 反對     |
| 功能界別 | 社會福利界                   | 張國柱   |          | 工黨／社總        | 反對     |
| 地方選區 | 九龍東                       | 黃國健   |          | 工聯會            | 缺席     |
| 功能界別 | 區議會（第一）               | 葉國謙   |          | 民建聯            | 缺席     |
| 地方選區 | 香港島                       | 葉劉淑儀 |          | 新民黨            | 缺席     |
| 地方選區 | 九龍東                       | 謝偉俊   |          | 无党籍            | 缺席     |
| 地方選區 | 九龍東                       | 梁家傑   |          | 公民黨            | 反對     |
| 地方選區 | 新界東                       | 梁國雄   |          | 社民連            | 反對     |
| 地方選區 | 新界西                       | 陳偉業   |          | 人民力量          | 反對     |
| 地方選區 | 九龍西                       | 黃毓民   |          | 无党籍            | 反對     |
| 地方選區 | 九龍西                       | 毛孟靜   |          | 公民黨            | 反對     |
| 地方選區 | 新界西                       | 田北辰   |          | 新民黨            | 缺席     |
| 地方選區 | 新界東                       | 田北俊   |          | 自由黨            | 贊成     |
| 功能界別 | 金融界                       | 吳亮星   |          | 无党籍            | 缺席     |
| 功能界別 | 漁農界                       | 何俊賢   |          | 民建聯            | 缺席     |
| 功能界別 | 航運交通界                   | 易志明   |          | 自由黨            | 贊成     |
| 地方選區 | 九龍東                       | 胡志偉   |          | 民主黨            | 反對     |
| 功能界別 | 旅遊界                       | 姚思榮   |          | 无党籍            | 缺席     |
| 地方選區 | 新界東                       | 范國威   |          | 新民主同盟        | 反對     |
| 功能界別 | 體育、演藝、文化及出版界     | 馬逢國   |          | 新論壇            | 缺席     |
| 功能界別 | 資訊科技界                   | 莫乃光   |          | 公專聯            | 反對     |
| 地方選區 | 新界東                       | 陳志全   |          | 人民力量／前綫    | 反對     |
| 地方選區 | 新界西                       | 陳恒鑌   |          | 民建聯／新社聯    | 缺席     |
| 地方選區 | 香港島                       | 陳家洛   |          | 公民黨            | 反對     |
| 功能界別 | 區議會（第二）               | 陳婉嫻   |          | 工聯會            | 贊成     |
| 地方選區 | 新界西                       | 梁志祥   |          | 民建聯            | 缺席     |
| 功能界別 | 會計界                       | 梁繼昌   |          | 公專聯            | 反對     |
| 地方選區 | 新界西                       | 麥美娟   |          | 工聯會            | 缺席     |
| 地方選區 | 新界西                       | 郭家麒   |          | 公民黨            | 反對     |
| 功能界別 | 勞工界                       | 郭偉強   |          | 工聯會            | 缺席     |
| 功能界別 | 法律界                       | 郭榮鏗   |          | 公民黨            | 反對     |
| 功能界別 | 金融服務界                   | 張華峰   |          | 經民聯            | 缺席     |
| 地方選區 | 新界東                       | 張超雄   |          | 工黨              | 反對     |
| 地方選區 | 香港島                       | 單仲楷   |          | 民主黨            | 反對     |
| 地方選區 | 九龍西                       | 黃碧雲   |          | 民主黨            | 反對     |
| 功能界別 | 教育界                       | 葉建源   |          | 无党籍            | 反對     |
| 地方選區 | 新界東                       | 葛珮帆   |          | 民建聯            | 缺席     |
| 功能界別 | 商界（第二）                 | 廖長江   |          | 无党籍            | 缺席     |
| 功能界別 | 勞工界                       | 潘兆平   |          | 勞聯              | 缺席 [b] |
| 功能界別 | 勞工界                       | 鄧家彪   |          | 工聯會            | 缺席     |
| 地方選區 | 九龍西                       | 蔣麗芸   |          | 民建聯            | 缺席     |
| 功能界別 | 工程界                       | 盧偉國   |          | 經民聯            | 缺席     |
| 功能界別 | 紡織及製衣界                 | 鍾國斌   |          | 自由黨            | 贊成     |
| 地方選區 | 香港島                       | 鍾樹根   |          | 民建聯            | 缺席     |
| 功能界別 | 建築、測量、都市規劃及園境界 | 謝偉銓   |          | 无党籍            | 缺席     |
| 來源： a^ 作為立法會主席，曾鈺成按慣例不投票。 b^ 潘兆平身在會議廳內，但沒有表明他出席，因此在紀錄中沒有顯示他出席。 |                              |          |          |                   |          |

在表決期間，自由黨五位議員、陳婉嫻、林大輝和陳健波沒有跟隨建制派一同離開會議廳，並且投了支持票。事後全部人皆表示當時並不清楚集體離場的原因。
這時，於場外的建制派議員還以為會議廳內沒有足夠的法定投票人數(35人或以上)，並不知道投票已結束。經民聯立法會議員林健鋒表示，提出休會及集體離席是想爭取約15分鐘時間，等待劉皇發趕回議會投下支持一票，但由於有幾名建制派議員未有離席，導致法定人數仍然足夠投票，他形容「很不幸」，指是「溝通出了問題」。三位身兼行政會議成員的議員，林健鋒、葉劉淑儀與李慧琼，亦因為集體離場而全部沒有投票，違犯了必須投支持票的規定。

## 東方日報公開内幕
2015年6月24日，立場傾向建制派的東方日報突然獨家公開政改表決階段，建制派議員於即時通訊軟件WhatsApp的群組對話紀錄，顯示事前對於等待劉皇發趕回議會投下支持一票這件事並沒有隻字的討論。除此之外，紀錄更顯示建制派組織集體行動混亂。身兼立法會主席的曾鈺成應保持中立，但卻有違當初自己公開承諾做立法會主席後不投票、不參加民建聯黨團活動以及不發表政見的「三不」承諾，在會議期間指示建制派議員何時及如何發言。
就對話外泄一事，建制派議員不滿。譚耀宗形容，讓傳媒取得建制派手機通訊群組內容是不幸；葉國謙對通訊內容被洩露感不高興，認為有關人士應反思。而田北俊亦在社交網站留言，強烈譴責洩露內容的議員「比豬更不如」。
2015年6月25日，東方日報繼續獨家公開政改表決後，建制派議員於WhatsApp的群組對話紀錄，顯示他們互相卸責。對話紀錄進一步顯示部份議員為了向「下面」交待，避免發生「票債票償」失去支持，曾爭論究竟使用「道歉」、「請見諒」、「遺憾」哪一種字眼向傳媒交待28:8大比數否決事件。
同日晚上東方日報再公開了港區人大代表，包括張明敏、羅范椒芬、黃友嘉、劉佩瓊、李少光、黃玉山、顏寶鈴及同時身兼立法會議員的廖長江，針對表決結果及事件的WhatsApp的群組對話紀錄。該紀錄顯他們對事件愕然。廖長江強調事件純粹失誤沒有另外目的。而部份人大代表除了表達對投票結果的不滿和認為事件荒謬外，有部份更直指涉事的議員「垃圾」，顏寶鈴更認為他們理應辭職。

## 各界反應

### 建制派
- 時任立法會主席曾鈺成表示，明白有議員想投下歷史一票的心情，但其表示議員要求暫停會議的做法，是起不到效果，因為議事規則並沒有這個空間[20]。他亦表示離場議員須為事件反省[20]，而離場的議員也相當勇於承擔責任，並沒有互相推卸責任的情狀出現[21]。他又指，事件考驗了建制派議員的互信及團結[20]，亦認為沒有議員要為此事辭職[21]。

- 留在議會廳投票的自由黨議員田北俊其後在Facebook個人專頁中發表意見，認為28:8大比數否決背後沒有陰謀，只是離場的建制派議員太蠢[22]。

- 離場沒有投票的田北辰連續兩日於報章撰文，批評兄長田北俊事後以「豬」恥笑離場議員，但無查找不足，強調若建制派無共同承擔責任意識，「團結」一沖即散。[23]

- 湯家驊表示對事件「看在心裡、痛在心頭」。他指，泛民主派議員以勝利者姿態示人，而建制派則忙於補救，兩件都不是他希望看到的事情。又認為，泛民今後會借機挖苦和取笑建制派，而建制派亦會想盡方法作反擊，擔心會妨礙雙方修補裂痕[24]。及後於6月22日，湯家驊表示，因自己與公民黨的路線不同，所以決定退黨及辭任立法會議員。[25]

### 泛民主派
- 泛民主派普遍譴責建制派主動放棄投票權利，未有盡立法會議員義務，應對選民負責。他們又指責建制派事後主動與中聯辦聯絡，破壞了「一國兩制」[26]。

### 中間派
- 雖然黃成智未有就此事件表態，但其於湯家驊宣佈退黨及辭任立法會議員職務後，他主動表示願為民主黨出選湯家驊之議席[27]。但民主黨單仲偕表示，由於民主黨沒有打算派人出選，他又表示民主黨正考慮將黃成智開除出黨，一旦確定開除黃成智後，民主黨只能勸黃成智退選[28]。單仲偕又認為一旦補選，公民黨較有勝算[29]。

### 香港政府
- 時任行政長官梁振英批評泛民主派否決政改方案，500萬合資格的選民失去了一人一票選行政長官的機會，令香港的民主進程停止。[30]

### 中華人民共和國政府
- 全國人大常委會、國務院港澳事務辦公室及香港中聯辦批評稱，少數議員為了私利否決了政改方案，要負上不可推卸的歷史責任。[30]

- 中華人民共和國外交部發言人陸慷在新聞發布會上表示，中國中央政府不願見到香港的政改方案被否決。另外他再重申一貫中國政府的講法，指香港政改是內部問題，不容其他國家干涉。[30]

## 事件影響
- 「等埋發叔」旋即成為網絡潮語，有網民更開設fb專頁「等埋發叔」，在24小時以內有逾13000人讚好。[31]

- 在表決時，勞聯的潘兆平是除主席外，唯一一個在立法會座上，但沒有投票的議員，令他「一炮而紅」。[32][33]